# Langermann und Erlencamp (Adelsgeschlecht)
Langermann und Erlencamp ist der Name eines mecklenburgischen Adelsgeschlechts, das 1776 aus der Namensvereinigung der Adelsgeschlechter Langermann und Erlencamp (auch Erlenkamp) entstand.

## Geschichte
Die Familie Langermann ist erstmals mit Joachim Langermann, mecklenburgischem und schwedischem Obristwachtmeister, seit 1660 auf Bollewick nachgewiesen. Der brandenburgische Oberstlieutenant Caspar Christoph von Langermann, erhielt mit kaiserlichem Diplom vom 8. November 1693 eine Adelsanerkennung als Reichsadelsstand mit Wappenbesserung.
Johann Erlenkamp, Hamburger Bürger, war durch Kaiser Leopold mit Diplom vom 21. März 1674 in den Reichsfreiherrnstand erhoben worden. Er starb am 10. März 1681; die Tochter seines Sohnes Hans Heinrich, Elisabeth Catharine, heiratete Caspar Christoph von Langermann. Ihr Bruder Hans von Erlencamp errichtete 1761 ein Familienfideikommiss, war aber ohne eigene Nachkommen.
Seine beiden Großneffen, Söhne des preußischen Generalmajors Adolf Friedrich von Langermann (1694–1757), der Leutnant Adolf Friedrich von Langermann und Ludwig Christoph von Langermann (1743–1797), waren so die Anwärter auf das Erlencampsche Erbe und wurden von König Friedrich II. von Preußen mit Diplom vom  3. Juni 1776, mit dem Prädikat von Erlencamp und unter Verleihung des etwas veränderten Erlencampschen Wappens, in den Freiherrnstand erhoben.
Ludwig Christoph von Langermann forderte seit 1770 mehrfach vergeblich von der mecklenburgischen Ritterschaft sein Indigenatsrecht ein, vor allem das Recht der Aufnahme der Töchter in die mecklenburgischen Landesklöster. Nachdem ihm das auf dem Landtag von Malchin 1778 verwehrt worden war, kam es zu einem längeren Rechtsstreit mit dem Engeren Ausschuss der mecklenburgischen Ritterschaft, der bis vor den Reichshofrat ging. 1794 kam es zu einem Vergleich und die Rezeption mit allen Rechten. Der Offizier Ludwig Christoph mit Freiherr von Langermann und Erlencamp ist namentlich dazu aufgeführt.
Ab 1806 sind im Einschreibebuch des Klosters Dobbertin von 1696 bis 1918 drei Eintragungen von Töchtern der Familien von Langermann-Erlenkamp aus Dambeck und Bollewick eingetragen, die von dort die volle Hebung erhielten.

### Besitzungen
- Bollewick seit 1682
- Carlshof seit 1721

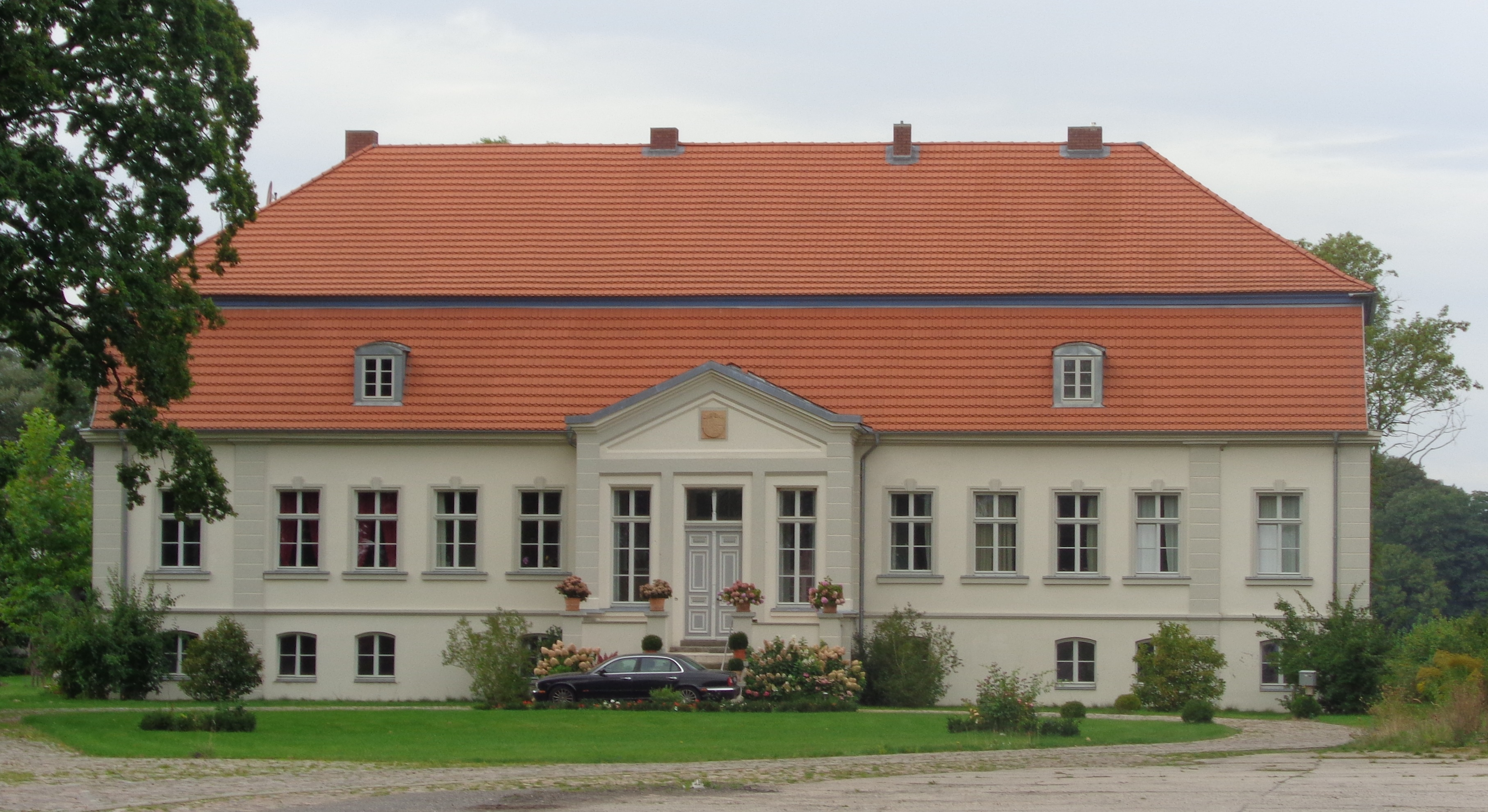
Dambeck

- Dahlen (Brunn (Mecklenburg)) 1771–1864
- Dambeck (Bütow) seit 1792
- Karchow und Erlenkamp (Bütow) seit 1792[4]
- Groß Luckow (pfandweise) 1790–1802
- Nätebow (Ortsteil von Bollewick) seit 1682[5] (mit Kirchenpatronat über die Dorfkirche Nätebow)
- Spitzkuhn (Ortsteil von Bollewick)  seit 1682, bis 1933[6]
- Sülten (Briggow) (pfandweise) 1694–1778
- Zaschendorf (Kuhlen-Wendorf) seit 1850 durch Baronin von Langermann, geb. Lübbe[7] bis 1945.
- Maßlow b. Wismar, vor 1928[8]

Das Gut und Kirchdorf Karchow war seit 1792 in Besitz von Baron Ludwig Christoph von Langermann-Erlenkamp. Die Patronatskirche hatte Kleinkunstwerke, darunter ein silbervergoldeter Kelch mit der Inschrift: Caspar Christoff von Langermann, Obristlieutnant 1694, Elisabeth Katharina von Langenkamp gebohrene Frey-Frewlein von Erlenkamp und eine silbervergoldete Abendmahlskanne mit Verzierungen am Kelch. Die Inschrift lautet: Wilhelm Baron von Langermann-Erlenkamp, Bertha Baronin von Langermann-Erlenkamp, geb. Lübbe 25. März 1866. Dazu noch zwei 1866 gestiftete Messingleuchter.
In der Patronatskirche Nätebow hängt eine Gedenktafel über die Restaurierung von 1682 mit der Inschrift: „Anno 1682 hat Herr Leuttenand Bernhard Christian Schmidt und Herr Rittmeister Caspar Christoph Langermann diese baufellige Nähtboer Kirche angefangen zu repariren.“ Unter den Kleinkunstwerken befand sich eine länglich runde silberne Oblatenschachtel. Auf dem Deckel das Langermann´sche Wappen mit der Inschrift: Caspar Christof Langermann Ritmeister schenket dises als Patronvs der Nachtboer Kirchen zvhr Ehre Gottes Anno 1687.
1903 errichtete Friedrich von Langermann und Erlencamp für die Allodialgüter Dambeck mit Carlshof und Karchow mit Erlenkamp sowie die Lehnsgüter Bollewick, Nätebow und Spitzkuhn ein Familienfideikommiss. 1920 umfasste der Landbesitz insgesamt 3067 Hektar.

## Wappen

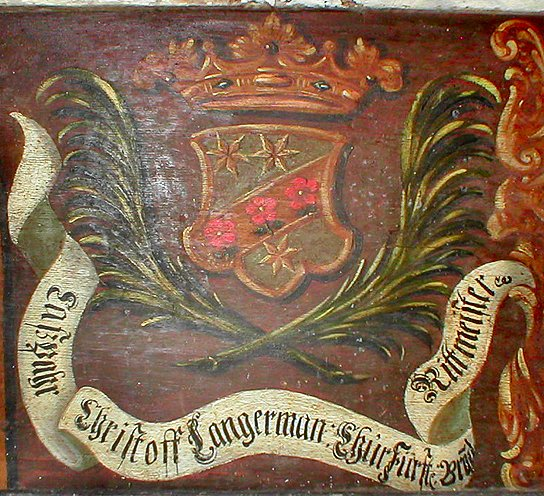
Wappen Langermann in der Dorfkirche Nätebow

Das ursprüngliche Langermannsche Wappen, wie es in der Dorfkirche Nätebow zu sehen ist, zeigte in Silber einen goldenen Rechtsschrägbalken, der mit drei roten Rosen belegt war, und darüber einen, darunter zwei goldene sechsstrahlige Sterne.
Das 1693 gebesserte Wappen war quadriert mit einem blauen Mittelschild. Darin ist ein roter Rechtsschrägbalken zu sehen, belegt mit drei silbernen Sternen und oben von einem, unten von zwei silbernen Sternen begleitet. Im ersten und vierten goldenen Feld befindet sich ein rotes Kreuz, im zweiten und dritten blauen Feld ein goldener Löwe mit einem bloßen Säbel. Auf dem gekrönten Helm der Löwe mit dem Säbel. Die Helmdecken sind silbern und rot.
Das Wappen der von Langermann, Freiherren von Erlenkamp ist quadriert mit dem Mittelschild des eben beschriebenen Wappens. Im ersten und vierten goldenen Feld zwei silberne Querbalken und darüber ein blauer Löwe mit doppeltem Schweif; im zweiten und dritten silbernen Feld ein roter Sparren, an jeder Seite und unten von einer grünbelaubten Erle begleitet. Zwei gekrönte Helme, auf dem rechten ein offener goldener Flug mit zwei silbernen Querstrichen, darauf der blaue Löwe, auf dem linken ein von Silber und Roth über Eck geteilter Flug, dazwischen auf einem Hügel eine grüne Erle. Die Helmdecken sind rechts golden und blau, links silbern und rot.

## Bekannte Familienmitglieder
- Adolf Friedrich von Langermann (1694–1757), preußischer Generalmajor
- Wilhelm von Langermann und Erlencamp (1805–1889), Gutsbesitzer[10]
- Ferdinand August von Langermann und Erlencamp (1814–1879), preußischer Generalmajor
- Robert von Langermann und Erlencamp (1847–1928), preußischer Generalmajor, Autor[11]
- Karl von Langermann und Erlencamp (1850–1932), Generalleutnant z. D.,[12] Exzellenz, seit 1900 dienstältester Rechtsritter[13] der Hessischen Genossenschaft des Johanniterordens
- Friedrich von Langermann und Erlencamp (1854–1935), deutscher Rittergutsbesitzer und Landrat
- Rudolf von Langermann und Erlencamp (1858–1927), deutscher Generalmajor, Autor[14]
- Hans von Langermann und Erlencamp (1862–1944), deutscher Generalleutnant
- Anna Marie von Langermann und Erlencamp (1874–1941), Kunsthistorikerin und Autorin[15]
- Willibald von Langermann und Erlencamp (1890–1942), deutscher General der Panzertruppe im Zweiten Weltkrieg